# Język balijski
Język balijski (balijski basa Bali, ᬪᬵᬱᬩᬮᬶ) – język austronezyjski używany przede wszystkim na wyspie Bali i w zachodniej części wyspy Lombok. Według danych z 2010 roku posługuje się nim 3,3 mln osób, większość z nich deklaruje również znajomość języka indonezyjskiego, będącego urzędowym w kraju. Jest blisko spokrewniony z językami sasackim i sumbawa, tworzy wraz z nimi grupę języków balijsko-sasacko-sumbawańskich. W ciągu długiej historii wpływ na jego rozwój miały liczne języki: sanskryt, jawajski, chiński, niderlandzki, indonezyjski, a ostatnio również angielski.
Odnotowano redukcję przekazu międzypokoleniowego, na korzyść wzrastającej roli języka indonezyjskiego. Przyczyniają się do tego małżeństwa mieszane oraz preferowanie języków o szerszym zasięgu (takich jak indonezyjski i angielski).

## Odmiany społeczne języka
Ze względu na podział społeczeństwa balijskiego na kasty, język balijski ma kilka społecznych odmian, których użycie jest zależne od statusu rozmówców: język niski (basa biasa lub basa kasar), średni (basa madia) oraz wysoki (basa singgih lub kruna alus). Basa kasar opiera się na pierwotnym balijskim zasobie leksykalnym, natomiast kruna alus zawiera słownictwo bardziej wyrafinowane, w tym wiele zapożyczeń z sanskrytu i klasycznego języka jawajskiego. Rozmawiając z osobami wyżej postawionymi w hierarchii społecznej (ważni urzędnicy, nauczyciele, osoby z wyższych kast, rodzice itp.), należy przejść na kruna alus. Niezależnie od statusu rozmówcy, również mówiąc o sprawach wzniosłych (np. o religii) używa się kruna alus.
Przykład zdania:
„Palma kokosowa jest wyższa od bananowca”.
- Basa kasar (język prosty): Punyan nyuh tegehan padaang teken punyan biu.
- Kruna alus (język ugrzeczniony): Wit klapa angengan banding ring wit pisang[7].

## Alfabet balijski

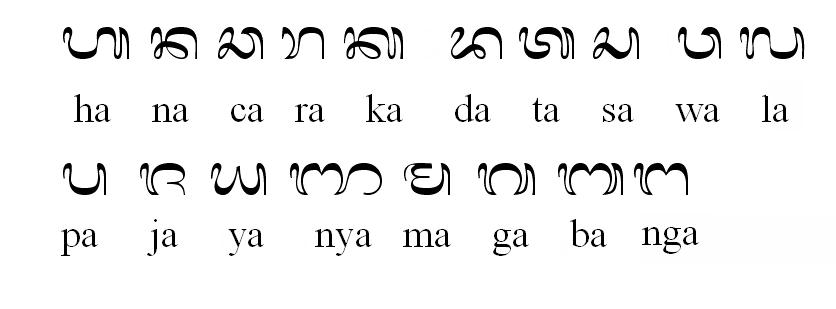
Podstawowe znaki alfabetu balijskiego

Język balijski ma własne pismo (sylabiczny alfabet balijski) zwane aksara Bali, zbliżone do jawajskiego, wywodzące się pośrednio poprzez vatteluttu ze starożytnego indyjskiego pisma brahmi. Współcześnie, począwszy od XX wieku, jest zapisywany alfabetem łacińskim, podobnie jak język indonezyjski.

## System fonetyczny

### Samogłoski
|          | przednie | centralne | tylne |
| -------- | -------- | --------- | ----- |
| wysokie  | i        |           | u     |
| środkowe | e        | ə         | o     |
| niskie   |          | a         |       |

### Spółgłoski
|                            |               | dwuwargowe | dziąsłowe | podniebienne | tylnojęzykowe | krtaniowe |
| -------------------------- | ------------- | ---------- | --------- | ------------ | ------------- | --------- |
| zwarte i zwartoszczelinowe | bezdźwięczne  | p          | t         | tʃ           | k             | ʔ         |
| zwarte i zwartoszczelinowe | dźwięczne     | b          | d         | dʒ           | ɡ             |           |
| szczelinowe                | szczelinowe   |            | s         |              |               | h         |
| nosowe                     | nosowe        | m          | n         | ɲ            | ŋ             |           |
| boczne                     | boczne        |            | l         |              |               |           |
| drżące                     | drżące        |            | r         |              |               |           |
| półsamogłoski              | półsamogłoski | w          |           | j            |               |           |

## Gramatyka

### Rzeczowniki i przymiotniki
- Rzeczowniki i przymiotniki są nieodmienne. Nie istnieje rodzaj gramatyczny, liczba mnoga i odmiana przez przypadki. Liczba mnoga wynika z kontekstu: Tiang ngidih kacang („Poproszę orzeszki”). Stopniowanie przymiotników: melah-melahan-paling melah (dobry-lepszy-najlepszy);

### Rodzajniki
- Rodzajnik określony tworzy się dodając sufiks -e do rzeczownika, np. kacange (ang. the nut); dla osób i przed rzeczownikiem, np. i bapa (ang. the father);

### Czasowniki
Czasowniki nie mają końcówek, lecz istnieją przedrostki czasownikowe, które mogą nieco zmieniać nagłosową samogłoskę:
- nge- dla czasowników przechodnich, np. baang > ngemaang (dać)
- ma- dla czasowników nieprzechodnich, np. jalan > majalan (iść, jechać)

Stronę bierną tworzy się opuszczając przedrostek.
Czasowniki nie odmieniają się przez czasy. Czas czynności określany jest odpowiednimi przysłówkami, np.:
- mara (właśnie)
- dibi (wczoraj)
- suba (już)
- tonden (jeszcze nie)
- lakar (wyraża przyszłość)[8]